# Diplotrema fallax
Diplotrema fallax är en ringmaskart som först beskrevs av Benham 1909.  Diplotrema fallax ingår i släktet Diplotrema och familjen Acanthodrilidae. Inga underarter finns listade i Catalogue of Life.